# Die Pagode zum fünften Schrecken
Die Pagode zum fünften Schrecken ist ein britisch-deutscher Kriminalfilm (Originaltitel: Five Golden Dragons) von Harry Alan Towers, der mit diesem in Techniscope und Technicolor produzierten Film versuchte, an die Erfolge der Edgar-Wallace-Filme anzuknüpfen. In Deutschland kam der Film, den der britische Regisseur Jeremy Summers 1966 an Originalschauplätzen in Hongkong inszenierte, am 4. August 1967 in die Kinos.

## Handlung
Die Anführer der Geheimorganisation „Die fünf goldenen Drachen“, treffen sich zum ersten Mal persönlich in Hongkong, um den Gewinn aus ihren florierenden Schwarzmarktgeschäften untereinander aufzuteilen. Doch einer der Herren stirbt, woraufhin Mr. Porter, dessen Anwalt, nach Hongkong reist, wo auch er kurz nach seiner Ankunft ermordet wird. Eine Spur führt die örtliche Polizei zum amerikanischen Playboy und Reporter Bob Mitchell, dem Porter vor seinem Ableben noch einen Brief zukommen lassen wollte. Der Brief enthält den Namen besagter Organisation, welche auch bald von Mitchell erfährt. So töten sie Margret, die an Mitchells Stelle in dessen Bett liegt. Margrets Schwester Ingrid und er versuchen herauszufinden, wer für den Tod Margrets verantwortlich ist und entkommen dabei nur knapp den Fängen der Organisation. Die Polizei sucht indessen Mitchell als potenziellen Mörder Margrets.
Im Zuge seiner Ermittlungen stößt Mitchell schließlich auf Peterson, einen Nachtklubbesitzer, der für die Organisation arbeitet.
Beim Treffen der Oberhäupter will Peterson Mitchell als Ersatzmann für den verstorbenen Drachen einsetzen, um so selbst abkassieren zu können. Da sich die fünf Anführer gegenseitig nicht kennen, haben sie ein ausgeklügeltes Identifikationssystem installiert: In der Mitte des Konferenztisches steht eine hölzerne Pagode mit fünf Türchen. Wessen Schlüssel zu seinem Schloss passt, kann es öffnen und seine Maske abnehmen. Wessen Schlüssel nicht passt, wird beim Öffnen des Türchens von der dahinter eingespannten Waffe erschossen.
Mitchell lässt sich überreden, woraufhin sich alle fünf Drachen versammeln. Einer nach dem anderen öffnet sein Türchen. Der letzte Drache wird aber dabei erschossen. Kurz darauf stürmt die Polizei den Saal und verhaftet die vier Drachen. Der erschossene Drache ist allerdings nicht Mitchell, sondern Peterson, dem Mitchell im letzten Moment entwischte, sodass er selbst in die Rolle des fünften Drachen schlüpfen musste.

## Deutsche Fassung
Die wesentlich kürzere deutsche Fassung ist, wie auch die qualitativ deutlich bessere Originalfassung, auf der Anfang 2010 bei Koch Media erschienenen DVD enthalten, die den Film als Edgar-Wallace-Krimi bewirbt.
Für den Schnitt der deutschen Fassung zeigte sich Waltraut Lindenau verantwortlich. Besonders zu Beginn des Films weicht die Bildfolge stark vom Original ab, weiters wurden neben zahlreichen gekürzten Szenen auch einige für die Rahmenhandlung nicht notwendige Einstellungen komplett weggelassen. Die im März 2019 bei Filmjuwelen erschienene Blu-ray enthält die ungekürzte Originalfassung in HD sowie die gekürzte deutsche Fassung. Differenzen zwischen den Schnittfassungen werden im beiliegenden Booklet von Dominik Starck sowie in seinem Audiokommentar mit Filmkritiker Patrick Lohmeier thematisiert.

## Sonstiges
- Produzent Harry Alan Towers schrieb unter seinem Pseudonym Peter Welbeck auch das Drehbuch.
- Nach den Filmen „Todestrommeln am großen Fluß“ (1963), „Sanders und das Schiff des Todes“ (1964) und „Das Rätsel des silbernen Dreieck“ (1966) ist dies Towers vierter Beitrag zur Edgar-Wallace-Serie, auch wenn dieser Film auf keiner Vorlage von Edgar Wallace basiert.
- Regisseur Jeremy Summers verwendet für den deutschen Vorspann das Pseudonym Joachim Linden.